# Simon Williams
Simon Williams, född 16 juni 1946 i Windsor, Berkshire, är en brittisk skådespelare.

## Biografi
Williams blev populär över hela världen på 1970-talet för sin roll som James Bellamy i TV-serien Herrskap och tjänstefolk. James Bellamy var sonen i familjen Bellamy, kring vilken serien kretsade, och i början av serien är James en bortskämd, egocentrerad 18-åring som går i skolan. Under seriens sista avsnitt är han däremot en medelålders man i 50-årsåldern - änkling, major i den brittiska armén, olyckligt kär i sin unga, vackra styvkusin (spelad av Lesley-Anne Down), och ständigt plågad av sina hemska erfarenheter från första världskriget. Rollfigurens stora åldersspann ställde stora krav på Williams som skådespelare och var en prestation som han fick mycket beröm för.
Trots flera andra film- och TV-roller, till exempel i Kommissarie Lynley, The Bill, Bergerac, Doctor Who, Dalziel and Pascoe och Fången på Zenda, förblir alltjämt rollen i Herrskap och tjänstefolk den roll som Williams är mest känd för.

### Privatliv
Simon Williams är son till den brittiske skådespelaren Hugh Williams. Hans syster Polly Williams (som gick i bort i cancer 2004) var också skådespelare. Hans två barn med den brittiska skådespelaren Belinda Carroll, Tam och Amy Williams, är också skådespelare. Sedan skilsmässan från Carroll är Williams omgift med skådespelaren Lucy Fleming.

## Filmografi i urval
- 1971 – Satans skinn
- 1971 – Herrskap och tjänstefolk (TV-serie)
- 1979 – Fången på Zenda
- 1986 – Det stora spelet (TV-serie)
- 1988 – Doctor Who (TV-serie)
- 1988 – Minder (TV-serie)
- 1991 – Bergerac (TV-serie)
- 1992 – En karl i huset (TV-serie)
- 1993 - The Case-Book of Sherlock Holmes (TV-serie)
- 1999 – Dalziel and Pascoe (TV-serie)
- 2000 – Röda nejlikan (TV-serie)
- 2003 – Holby City (TV-serie)
- 2004 – Kommissarie Lynley (TV-serie)
- 2004 – Tillbaka till Aidensfield (TV-serie)
- 2006 – The Bill (TV-serie)
- 2007 – Blue Murder (TV-serie)
- 2008 – Förnuft och Känsla (TV-serie)
- 2008 – Morden i Midsomer (TV-serie)
- 2008 – Spooks (TV-serie)
- 2009 – Casualty (TV-serie)
- 2009 – Kingdom (TV-serie)
- 2010 – Kommissarie Anna Travis (TV-serie)
- 2010 – Merlin (TV-serie)
- 2012 – Bletchley circle (TV-serie)